# Stanisław Żółtek
Stanisław Józef Żółtek, né le 7 mai 1956 à Cracovie, est un homme politique polonais membre de l'Union de la politique réelle (UPR) puis du Congrès de la Nouvelle droite qui en est une scission.
Après avoir été depuis 2001 vice-président, puis président par intérim de l'UPR, il est de 2010 à 2011 président (contesté) de l'UPR (débouté par la justice).
Depuis janvier 2017, il est président du Congrès de la Nouvelle Droite après en avoir été le vice-président de 2011 à 2017.

## Biographie

### Études et formation
Stanisław Żółtek a fait des études à la faculté de mathématiques de l'université Jagellonne de Cracovie. il s'engage dans la vie politique locale et nationale dès 1991, aux côtés de Janusz Korwin-Mikke. Il est candidat, sans succès, à toutes les élections législatives depuis 1993.

### Élu local
Stanisław Żółtek a exercé un mandat de conseiller municipal de Cracovie de 1994 à 2002, assurant diverses présidences ou vice-présidences de commissions et comités. Il est vice-président (adjoint au maire) de Cracovie en 1997-1998. Accusé de corruption, il est finalement reconnu non coupable.

### Responsabilités politiques nationales
De 2001 à 2009, il est vice-président de l'UPR (président par intérim en 2008) ; de 2010 à 2011 il est président (contesté par une partie des adhérents) de l'UPR, s'opposant à Magdalena Kocik (finalement reconnue par la justice comme présidente légale). Il devient en 2011 vice-président du Congrès de la Nouvelle droite, le nouveau parti de Janusz Korwin-Mikke, fondateur historique de l'UPR.

### Parlement européen
Le 25 mai 2014 il est élu député européen polonais dans la circonscription de Petite-Pologne et de Sainte-Croix. Il siège alors parmi les Non-inscrits avant de rejoindre l'Europe des nations et des libertés en juin 2015.